# Fédération des industries nautiques
Pour les articles homonymes, voir FIN.
La fédération des industries nautiques (FIN) est une fédération française qui défend, représente et promeut les métiers du secteur nautique français, en France et à l’étranger.
Créée en 1964, la fédération représente, en 2018, plus de 5 000 entreprises.